# Ação escritural
É a ação que não possui um documento físico que comprove sua existência (título não- escritural), embora obrigatoriamente devam ser registradas em uma conta de depósito. A ação escritural é obrigatoriamente nominativa por ser obrigado ter-se a identificação do titular da ação.

"Com isso, pode-se dizer que ações nominativas podem ser ações escriturais (registradas eletronicamente no nome do titular) ou não-escriturais (representadas por um certificado físico); Já uma ação escritural também precisa ser, necessariamente, nominativa – já que a conta depósito é identificada com o nome do titular da ação."
Fonte: Suno Research em https://www.sunoresearch.com.br/artigos/acoes-escriturais/